# Langeskov
 Der er flere lokaliteter med dette navn, se Langeskov (flertydig).
Langeskov er en by på det østlige Fyn med 4.456 indbyggere  (2025), beliggende ca. halvvejs mellem Odense og Nyborg i Birkende Sogn og Rønninge Sogn. Den ligger i Kerteminde Kommune og tilhører Region Syddanmark. Før kommunalreformen i 2007 var Langeskov hovedby i Langeskov Kommune.
I Langeskov findes resterne af en større landsby fra Vikingetiden.
Gammel Langeskov er en mindre lidt spredt bebyggelse midt mellem Ullerslev og Langeskov i Ullerslev sogn, Nyborg Kommune.

## Historie
I 1873 beskrives forholdene således: "Langeskov, Stoppeplads ved Jernbanen, med Kro ved Landeveien fra Odense til Nyborg".
Omkring århundredeskiftet beskrives byen således: "Ved Landevejen Langeskov, Jærnbane-, Telegraf- og Telefonstation, med Kro og Fællesmejeri."

### Bytoften
Bytoften ligger lige syd for Langeskov. Det er et område, som i forskellige perioder har været beboet. Anlæggelsen af motorvejen over Fyn førte til opdagelsen af de forhistoriske levn. Undersøgelserne viste, at der har boet mennesker ved Bytoften fra 7000 f. Kr. og til den tidlige middelalder 1000-1100. Bebyggelsen var mest intensiv i jernalderen. I 1981 fandt man så endelig helt sikre spor i form af et stort vikingehus – det første vikingehus fundet på Fyn!  
De arkæologiske effekter som blev fundet under udgravningerne findes bl.a. på Vikingemuseet Ladby ved Kerteminde.
Bytoften er i dag forvandlet til en lund hvor skiltning markerer udvalgte huse og hegn fra bronzealder, jernalder, vikingetid og middelalder. Beplantningen består af samme træsorter som i jernalderen. Området er velegnet til gåture.

Et rekonstrueret vikingehus stod klar i 2019. Det nye vikingehus står, hvor der i sin tid stod et rigtigt vikingehus.

### Bomhuset i Den Fynske Landsby
Bomhuset i Den Fynske Landsby er oprindeligt opført i Langeskov på landevejen mellem Nyborg og Odense. Rejsende skulle betale ved bomhuset for at køre på den i 1820 åbnede chaussévej. Huset var i anvendelse som bomhus frem til 1850.
Bomhuset blev købt af Den Fynske Landsby i 1945.
Bomhuset blev som noget yderst usædvanligt bygget af stampet ler i 1821. Da huset blev bygget, var det nogenlunde kvadratisk. Fire fag bredt og 11 alen dybt (ca. 7 meter). Huset rummede forstue, stue, sovekammer og køkken. Huset fremstår i dag som et trelænget bindingsværkshus, som følge af flere om- og tilbygninger frem til 1920'erne. Huset har altid haft stråtag. 

### Langeskov Kommune
Langeskov Kommune blev oprettet i 1970 i forbindelse med kommunalreformen. Med den følgende kommunalreform i 2007 blev Langeskov Kommune lagt sammen med Munkebo og Kerteminde kommuner under navnet Kerteminde Kommune.
I Langeskov Kommune lå der tre sogne; Birkende Sogn, Marslev Sogn og Rønninge Sogn. Byen Langeskov er delt mellem to sogne, Birkende Sogn og Rønninge Sogn.

## Oplevelser i Langeskov og omegn

### Den Romantiske Have
Den Romantiske Have på Sanderumgård er en herregårshave, hvis historie går tilbage til 1700-tallet.
Sanderumgård ligger nord for Davinde midtvejs mellem Fraugde og Langeskov.

### Kløverstierne
Kløverstierne er et landsdækkende projekt under Friluftsrådet, hvor der er blevet skabt let genkendelige stisystemer rundt omkring i de danske kommuner.
Med udgangspunkt i Langeskov er der fire stier:
- Langeskov by turen. Grøn rute, 2,4 km.
- Rønninge turen. Blå rute, 6,9 km.
- Hans Tausen turen (Birkende). Rød rute, 7,8 km.
- Vindinge Å-turen. Sort rute, 10,4 km.

### Langeskov Kræmmermarked
Afholdes i weekenden efter 3. onsdag i september. Det første marked blev afholdt i 1989. Arrangør: Langeskov Borgerforening.

### Birkende Kirke
Birkende Kirke er sognekirke for det meste af Langeskov nord for jernbanen. Kirken formentlig opført i 1300-tallet. Stilen var gotisk rødstensbyggeri.
Kirken rummer otte gravsten fra 1600-tallet.
Hans Tausen (født 1494 i Birkende, død 11. november 1561 i Ribe) var en dansk gejstlig og reformator, senere biskop i Ribe. Uden for kirken blev der i 1894 rejst et mindesmærke over Hans Tausen.

### Rønninge Kirke
Rønninge Kirke er sognekirke for en del af Langeskov. Kirken er bygningsmæssigt romansk og fra 1200-tallet. Kirkemalerier fra 1400 og frem blev restaureret 1991-1993 og gjort synlige igen.
I våbenhuset står der en runesten (Rønninge-stenen). Den eneste der er bevaret på Østfyn. Teksten på stenen lyder: “Sote satte denne sten efter sin broder Elev, søn af Asgot med det røde skjold”. 
5. maj 1949 blev der rejst en mindesten for befrielsen i 1945.

## Kunst
- Familiegruppe., 1985, af Lotte Olsen. Skulpturen står ved indgangen til Birkelund Plejecenter, Røjrupvej. [11]
- Granitskulptur af 3 piger, 1969, af Otto Pedersen. Skulpturen står ved skolen "Bakken". [11]
- Langeskovporten, 2005, af Erik Christian Brandt. Står i rundkørslen til industriområdet syd for motorvejen, afkørsel 47. [12]
- Den Lille Prædikestol, 1997, står på det lille torv ved Langeskov Gl. Rådhus. Den Lille Prædikestol er en gave fra Langeskovs venskabsby, Forsand, Norge. [13]
- Skulptur ved Langeskov Rådhus., ukendt kunstner. [11]

## Natur

### Moser i og rundt om Langeskov
Børremose, Frydenlund Sø, Degnemosen og resterne af Røjerup Sø ligger i Langeskov omkranset af motorvej og nyere bebyggelser.
Rønninge Moserne ligger lige syd for motorvejen mellem Langeskov Syd og Rønninge.
Nonnebo Moserne ligger mellem Langeskov og Nonnebo. Det er en samling af ni moser.
Hvileholm Mose og Sellebjerg Mose ligger nordvest for Langeskov.

### Urup Dam
"Urup Dam ligger umiddelbart nord for Langeskov på Fyn og er en bred lavning, der præges af mosaikker af skov, krat, åbne kreaturgræssede enge, rørskove og smådamme. Under den stedvist tynde tørv findes et lag mosekalk. Den kalkrige tørvejord er forudsætningen for den store artsrigdom og forekomst af en ekstremrigkærsflora, som er særlig bevaringsværdig.
Fredning dækker 19,6 hektar og blev gennemført i Overfredningsnævnet i 1973 med henblik på at bevare den unikke flora."  
Oprindeligt var der ikke offentlig adgang til området, men det er der blevet ændret på med en tre kilometer lang trampesti samt etablering af to parkeringspladser med informationsskilte og picnicborde. P-pladserne ligger på adresserne Brabækvej 113 og Sandbankevej 95.

### Åerne på hedesletten
Det meste af Geels å og Vejrup Å er beliggende i en hedeslette dannet af smeltevandssand fra den sidste istid. I modsætning til fleste andre åer på Fyn, ligger disse to åer ikke i kuperet natur med moræneler.

### Geels Å
Geels Å udspringer syd for motorvejen, løber under denne og ud i moserne ved Nonnebo. Kort efter udløbet fra moserne starter det 14,4 km lange vandløb der udmunder i Odense Inderfjord.
Rundt regnet 2/3 af åens opland ligger på de første 4 kilometer. Tilløbene afvander områdets moser, herunder Skyllevandsrenden der afvander en stor del af Urup Dam.
En stor del af den øvre del af Geels Å og tilløbene indgår i et 102 ha stort internationalt naturbeskyttelsesområde, Habitatområdet H97 Urup Dam, Brabæk Mose, Birkende mose og Illemose.

### Vejrup Å
Vejrup Å har sit udspring syd for Langeskov i Davinde søerne. Vejrup Å og Geels Å følger et næsten parallelt forløb med udløb ved Bullerup i Odense Fjord.
Inden da har åen passeret Vejrup og Marslev på vestsiden.
Vejrup Å er ca. 15 km. lang og afvander 41,4 km2.

### Vindinge Å
Vindinge Å har dit udspring sydvest for Årslev og munder ud ved Holckenhavn Fjord. Et forløb hen over Østfyn på ca. 30 km.
Åen bugter sig langs den østlige udkant af Rønninge. Inden da har åen været forbi Ferritslev. Siden passeres Ullerslev, Skellerup og Vindinge inden udløbet.

## Indbyggertal og folketællinger
Folketællinger 1801-1981 ved Danmarks Statistik. Data vedr. Langeskov starter først i 1925.
| Årstal | Indbyggertal |
| ------ | ------------ |
| 1925   | 553          |
| 1930   | 545          |
| 1935   | 591          |
| 1940   | 673          |
| 1945   | 750          |
| 1950   | 1.005        |
| 1955   | 1.139        |
| 1960   | 1.185        |
| 1965   | 1.554        |
| 1970   | 1.976        |
| 1975   | 2.523        |
| 1979   | 3.127        |
| 1981   | 3.211        |

Kilde: Danmarks Statistik, 
| Årstal | Indbyggertal |
| ------ | ------------ |
| 2010   | 4.003        |
| 2011   | 4.023        |
| 2012   | 3.972        |
| 2013   | 4.002        |
| 2014   | 4.007        |
| 2015   | 3.997        |
| 2016   | 4.028        |
| 2017   | 4.057        |
| 2018   | 4.073        |
| 2019   | 4.078        |
| 2020   | 4.090        |
| 2021   | 4.152        |
| 2022   | 4.222        |
| 2023   | 4.293        |

Kilde: Danmarks Statistik, Statstikbanken 

## Idrætsforeninger
- Idrætsforeningen BR66, gymnastik, håndbold og e-sport, www.br66.dk
- Langeskov Badminton Klub, badminton, www.langeskovbadmintonklub.dk
- Langeskov Birkende Cykel Klub, motionscykelklub under Birkende Borger- og Aktivitetsforening, www.lbck.dk
- Langeskov CK, cykelklub, www.langeskovck.dk
- Langeskov Idrætsforening, forkortet LIF, fodbold og tennis, www.langeskovif.dk
- Langeskov Løb & Motion, www.llmo.dk.
- Langeskov Motion & Fitness, www.langeskovmotionscenter.dk

## Kendte personer fra Langeskov
- Betty Glosted
- Diana Benneweis
- Mathias Greve